# Carl Silfverstrand
Carl Johan Silfverstrand (ur. 9 października 1885 w Helsingborgu, zm. 2 stycznia 1975 tamże) – szwedzki lekkoatleta i gimnastyk, mistrz olimpijski, dwukrotny olimpijczyk.
Wystąpił w zawodach lekkoatletycznych na igrzyskach olimpijskich w 1908 w Londynie, gdzie zajął 10.–11. miejsce w skoku o tyczce i 20. miejsce w skoku w dal.
Został złotym medalistą igrzysk olimpijskich w 1912 w Sztokholmie w gimnastyce w wieloboju drużynowym w systemie szwedzkim.
Po zakończeniu kariery sportowej był trenerem w Finlandii (1919–1920 i 1925–1927), Danii ((1922–1925) i Norwegii (1927–1936). W 1933 otrzymał obywatelstwo norweskie. Pracował w tym kraju jako fizjoterapeuta w latach 1936–1941.